# Cisne
Pour les articles homonymes, voir Cisne (homonymie).
Pour plus de détails, voir Fiche technique et Distribution.
Cisne est un film portugais réalisé par Teresa Villaverde et sorti en 2011.

## Fiche technique
- Titre original : Cisne
- Titre anglais : Swan
- Réalisation : Teresa Villaverde
- Scénario : Teresa Villaverde
- Photographie : Acácio de Almeida
- Décors : Zé Branco
- Costumes : Silvia Grabowski
- Son : Vasco Pimentel
- Montage : Andrée Davanture
- Production : Alce Filmes
- Pays :  Portugal
- Durée : 93 minutes
- Date de sortie : Portugal - 8 septembre 2011

## Distribution
- Beatriz Batarda
- Sérgio Fernandes
- Rita Loureiro
- Miguel Nunes
- Tânia Paiva
- Israel Pimenta
- Marcello Urgeghe

## Sélection
- Mostra de Venise 2011 (sélection Orizzonti)[1]